# Discestra chenopodii
Discestra chenopodii là một loài bướm đêm trong họ Noctuidae.